# Stephen Gaghan
Stephen Gaghan nascut el 6 de maig de 1965) és un guionista i director estatunidenc. És conegut per escrivint el guió de la pel·lícula de Steven Soderbergh Traffic, basat en una sèrie del Canal 4, per que va guanyar l'Oscar al millor guió adaptat, així com Syriana que va escriure i dirigir. També va escriure i dirigir el thriller La desaparició de l'Embry i la pel·lícula familiar Dolittle, i va dirigir el drama Gold.

## Infància i educació
Gaghan va néixer a Louisville (Kentucky), fill d'Elizabeth Jane Whorton i del seu primer marit, Stephen Gaghan (m. 1980), i fillastre de Tom Haag. És net de Jerry Gaghan, un columnista de diari i crític de drama per a Variety i el Philadelphia Daily News. Gaghan va escriure en un article de 2001 a Newsweek: "Jo també volia ser escriptor, com el meu avi, que portava una targeta a la cartera que deia: "Si em busques, truca al meu fill [el meu pare] a aquest número..."
En els seus últims dies de secundària abans de graduar-se, Gaghan va ser expulsat per conduir un go-cart pels passadissos de l'escola. Durant l'estrena de Traffic, un crític va comentar sobre un dels personatges adolescents de la pel·lícula que és un addicte a les drogues i un estudiant de primera, qualificant-lo de poc realista, cosa que Gaghan defensava afirmant que tenia notes A mentre era addicte a les drogues i l'alcohol. Com va escriure Gaghan en un article publicat a Newsweek el febrer de 2001, "No era gaire diferent dels meus companys, llevat que quan podien deixar de beure després de tres, sis o 10 copes, jo no podia parar i no m'aturaria fins que hagués progressat a través de la marihuana, la cocaïna, l'heroïna i, finalment, el crack i la base lliure, que sembla que per a tanta gent és l'última parada de l'ascensor". Gaghan ha afirmat que va començar a tractar amb les seves addiccions l'any 1997. "Durant un cap de setmana llarg de cinc dies, em van arrestar tres traficants d'heroïna diferents", va dir. "El meu distribuïdor, el meu distribuïdor de còpia de seguretat i el meu distribuïdor de còpia de còpia de seguretat. Em vaig quedar sol, i vaig arribar a aquell lloc, aquella desmoralització total incomprensible. Va ser el final; cinc dies seguits, tancat al bany, convençut allà. No tenia cap altre lloc on anar, m'he hagut de suïcidar, em suïcidaré. Simplement no m'hi podia passar un minut més."
Va assistir a la Universitat de Kentucky i va ser membre de la fraternitat Delta Tau Delta. Va ser estudiant del viatge de tardor de 1986 del programa d'estudis a l'estranger "Semestre al mar", on va assistir a classes sobre a bord del SS Universe i va fer la volta al món. Finalment es va graduar al Babson College el 1988 amb una llicenciatura en guió.

## Carrera

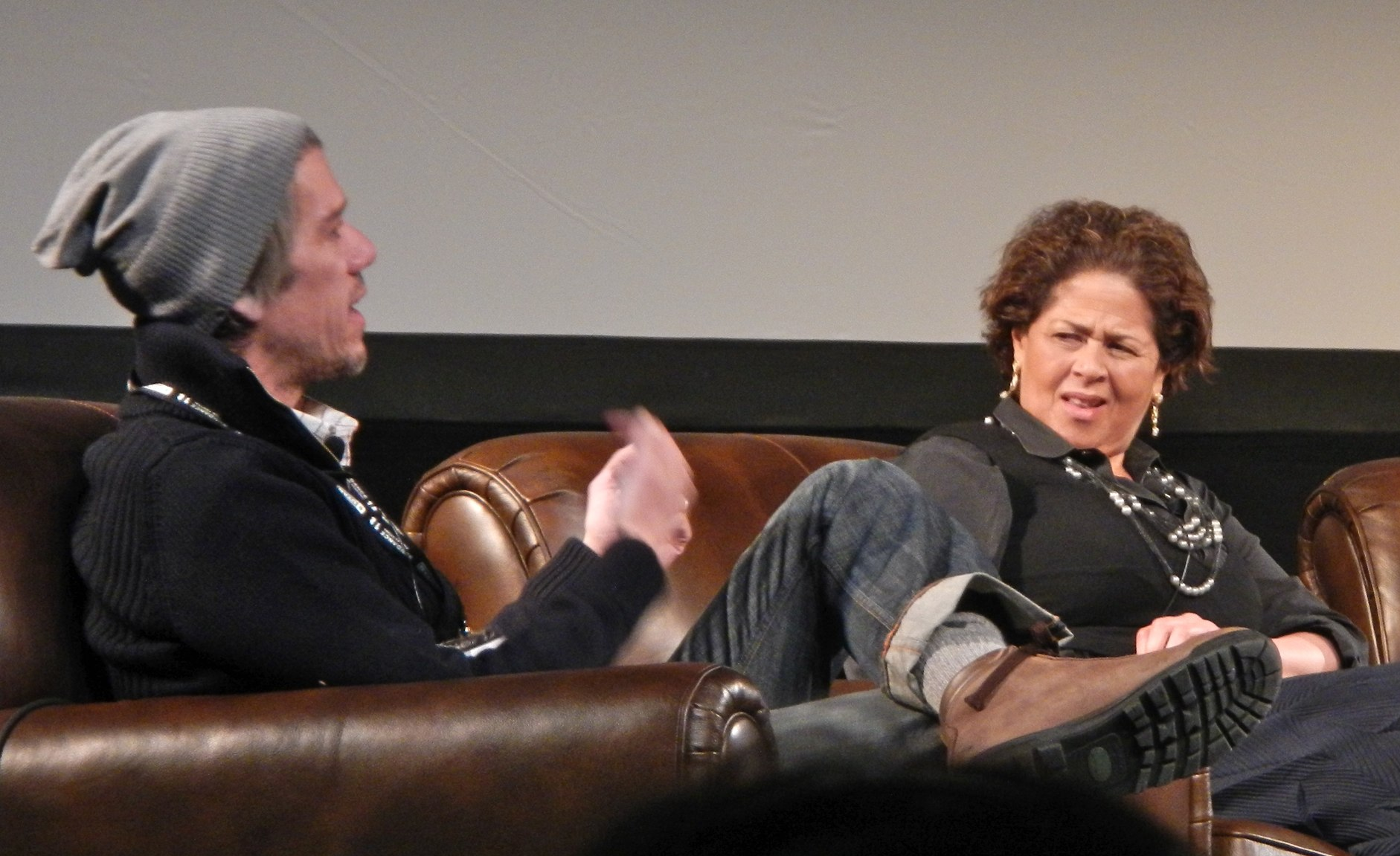
Gaghan i Anna Deavere Smith al Festival de Cinema de Sundande de 2012

Gaghan va escriure el guió de Traffic, pel qual va guanyar un Oscar al millor guió adaptat l'any 2000. A més de Traffic, Gaghan també va dirigir i va escriure els guions de Syriana (2005) i
La desaparició de l'Embry (2002); ; el primer va rebre elogis de la crítica comparables a Traffic, mentre que el segon va rebre crítiques negatives. Altres crèdits d'escriptura inclouen Normes d'intervenció (2000), Caos (2005) i The Alamo (2004), així com un grapat d'episodis de diverses sèries de televisió. Gaghan va rebutjar l'oportunitat d'adaptar la novel·la de Dan Brown, El codi Da Vinci.
En la seva carrera d'escriptor televisiu, va guanyar un Premi Emmy per coescriure un episodi de NYPD Blue titulat Where's Swaldo, el 1997. A més de NYPD Blue, també ha escrit per a The Practice i New York Undercover.
Estava programat per dirigir una adaptació cinematogràfica del llibre de Malcolm Gladwell, Blink: The Power of Thinking Without Thinking. També ha estat contractat per Warner Bros. per escriure el guió de la franquícia Dead Spy Running escrita per l'autor Jon Stock. També dirigiria el thriller criminal Candy Store.
El 19 de gener de 2017, es va anunciar que Ubisoft havia contractat Gaghan per dirigir l'adaptació cinematogràfica del popular videojoc The Division, però es va anunciar més tard que Gaghan ja no estava vinculat al projecte.

## Vida personal
Gaghan té un fill, Gardner (n. 1999) i una filla, Elizabeth, que rep el sobrenom de Betsy (n. 2001), d'una relació anterior amb l'actriu Michael McCraine, a qui va conèixer el 1997 mentre estava en una reunió de recuperació. El 19 de maig de 2007, Gaghan es va casar amb Marion "Minnie" Mortimer. La parella té una filla nascuda el 2009 i un fill nascut el 2014.

## Filmografia

### Cinema
| Any  | Títol                     | Director | Guionista |
| ---- | ------------------------- | -------- | --------- |
| 2000 | Normes d'intervenció      | No       | Sí        |
| 2000 | Traffic                   | No       | Sí        |
| 2002 | La desaparició de l'Embry | Sí       | Sí        |
| 2004 | The Alamo                 | No       | Sí        |
| 2005 | Caos                      | No       | Sí        |
| 2005 | Syriana                   | Sí       | Sí        |
| 2016 | Gold                      | Sí       | No        |
| 2020 | Dolittle                  | Sí       | Sí        |

Revisió no acreditada
- Encara sé què vau fer l'estiu passat (1998)
- Black Hawk abatut (2001)
- Phone Booth (2002)
- After Earth (2013)

### Televisió
| Any       | Títol               | Guionista | Productor | Notes                                                                |
| --------- | ------------------- | --------- | --------- | -------------------------------------------------------------------- |
| 1995      | New York Undercover | Sí        | No        | Episodi "CAT"                                                        |
| 1995–1996 | American Gothic     | Sí        | No        | 7 episodis                                                           |
| 1996      | NYPD Blue           | Sí        | No        | Episodi "Where's 'Swaldo"                                            |
| 1997      | The Practice        | Sí        | No        | Episodis "First Degree: Part 1" and "Sex, Lies, and Monkeys: Part 2" |
| 1997      | Sleepwalkers        | Sí        | Sí        | Episodi "Night Terrors"                                              |

### Com a actor
| Any  | Títol     | Paper      | Notes                           |
| ---- | --------- | ---------- | ------------------------------- |
| 2004 | Alfie     | Adam       |                                 |
| 2008 | Entourage | Ell mateix | Episodi "Welcome to the Jungle" |

### Videojocss
- Call of Duty: Ghosts (2013)

## Premis i nominacions
| Any  | Títol     | Premi/Nominació |
| ---- | --------- | --- |
| 1996 | NYPD Blue | Primetime Emmy Award for Outstanding Writing for a Drama Series (For episode "Where's 'Swaldo") |
| 2000 | Traffic   | Oscar al millor guió adaptat BAFTA al millor guió adaptat Critics' Choice Movie Award al millor guió adaptat Premi Edgar al guió cinematogràfic Globus d'Or al millor guió Premi del Sindicat de Guionistes d'Amèrica al millor original Guió Nominat – Premi de la Societat Nacional de Crítics de Cinema al millor guió Nominat – Premi Satellite al millor guió adaptat |
| 2005 | Syriana   | Premi Edgar al guió cinematogràfic Nominat – Premi de l'Acadèmia al millor guió original Nominat – Premi Robert al millor guió nord-americà Pel·lícula |
| 2016 | Gold      | Nominada – Globus d'Or a la millor cançó original (Per la cançó "Gold") |
| 2020 | Dolittle  | Nominat – Premi Golden Raspberry al pitjor director Nominat – Premi Golden Raspberry al pitjor guionista |